# Xã hội nông nghiệp
Xã hội nông nghiệp là bất kỳ cộng đồng nào có nền kinh tế dựa trên việc sản xuất và duy trì cây trồng và đất nông nghiệp. Một cách khác để xác định một xã hội nông nghiệp là bằng cách xem tổng sản lượng của một quốc gia  trong nông nghiệp chiếm tỷ lệ bao nhiêu. Trong một xã hội nông nghiệp, canh tác đất đai là nguồn của cải chính. Một xã hội như vậy có thể thừa nhận các phương tiện sinh kế và thói quen làm việc khác nhưng nhấn mạnh tầm quan trọng của nông nghiệp và nông nghiệp. Các xã hội nông nghiệp đã tồn tại ở nhiều nơi trên thế giới từ 10.000 năm trước và tiếp tục tồn tại đến ngày nay. Chúng là hình thức tổ chức kinh tế xã hội phổ biến nhất trong hầu hết lịch sử loài người từng được ghi nhận.

## Lịch sử
Xã hội nông nghiệp kế tục mô hình thợ săn và người hái lượm và xã hội làm vườn và sau đó chuyển sang xã hội công nghiệp. Quá trình chuyển đổi sang nông nghiệp, được gọi là Cách mạng đồ đá mới, đã diễn ra độc lập nhiều lần. Trồng trọt và nông nghiệp là những kiểu sinh kế phát triển ở người ở khoảng 10.000 đến 8.000 năm trước ở vùng Lưỡi liềm Màu mỡ ở Trung Đông. Những lý do cho sự phát triển của nông nghiệp đang được tranh luận nhưng có thể bao gồm biến đổi khí hậu và sự tích lũy thặng dư lương thực để cạnh tranh tặng quà. Chắc chắn là có một sự chuyển đổi dần dần từ người dân săn bắn hái lượm sang nền kinh tế nông nghiệp sau một thời gian dài khi một số cây trồng được trồng có chủ ý và các thực phẩm khác được thu thập từ tự nhiên. Ngoài sự xuất hiện của nông nghiệp ở vùng Lưỡi liềm Màu mỡ, nông nghiệp xuất hiện ở: ít nhất 6.800 BCE ở Đông Á (lúa gạo) và sau đó, ở Trung và Nam Mỹ (ngô và bí). Nông nghiệp quy mô nhỏ cũng có khả năng phát sinh độc lập trong bối cảnh thời kỳ đồ đá mới ở Ấn Độ (trồng lúa) và Đông Nam Á (trồng khoai môn). Tuy nhiên, sự phụ thuộc hoàn toàn vào cây trồng và vật nuôi, khi tài nguyên hoang dã đóng góp một thành phần không đáng kể về mặt dinh dưỡng, chỉ diễn ra trong thời đại đồ đồng.
Nông nghiệp cho phép mật độ dân số lớn hơn nhiều so với lượng dân cư có thể được hỗ trợ bằng cách săn bắn và hái lượm và cho phép tích lũy sản phẩm dư thừa để giữ lại cho mùa đông hoặc bán để kiếm lời. Khả năng của nông dân nuôi sống số lượng lớn người có hoạt động không liên quan đến sản xuất vật chất là yếu tố quyết định trong sự gia tăng của thặng dư, chuyên môn hóa, công nghệ tiên tiến, cấu trúc xã hội phân cấp, bất bình đẳng và quân đội thường trực. Các xã hội nông nghiệp do đó hỗ trợ sự xuất hiện của một cấu trúc xã hội phức tạp hơn.
Trong các xã hội nông nghiệp, một số mối tương quan đơn giản giữa sự phức tạp xã hội và môi trường bắt đầu biến mất. Một quan điểm là con người với công nghệ này đã tiến một bước lớn đến việc kiểm soát môi trường của họ, ít phụ thuộc vào họ hơn và do đó cho thấy ít mối tương quan hơn giữa các đặc điểm liên quan đến môi trường và công nghệ. Một quan điểm khá khác biệt là khi xã hội trở nên lớn hơn và sự di chuyển của hàng hóa và con người rẻ hơn, họ kết hợp một loạt các biến đổi môi trường trong biên giới và hệ thống thương mại của họ. Nhưng các yếu tố môi trường vẫn có thể đóng một vai trò mạnh mẽ như các biến số ảnh hưởng đến cấu trúc bên trong và lịch sử của một xã hội theo những cách phức tạp. Ví dụ, quy mô trung bình của các quốc gia nông nghiệp sẽ phụ thuộc vào sự dễ vận chuyển, các thành phố lớn sẽ có xu hướng nằm ở các nút thương mại và lịch sử nhân khẩu học của một xã hội có thể phụ thuộc vào các đợt dịch bệnh.
Cho đến những thập kỷ gần đây, quá trình chuyển đổi sang trồng trọt được coi là một tiến bộ vốn có: mọi người đã học được rằng gieo hạt làm cho cây trồng phát triển, và nguồn thực phẩm mới được cải thiện này dẫn đến dân số lớn hơn, cuộc sống nông trại và thị trấn, thời gian giải trí nhiều hơn và do đó chuyên môn hóa, viết, tiến bộ công nghệ và văn minh. Bây giờ rõ ràng rằng nông nghiệp đã được áp dụng mặc dù những bất lợi nhất định của lối sống đó. Các nghiên cứu khảo cổ học cho thấy sức khỏe ngày càng xấu đi trong các quần thể sử dụng nông nghiệp ngũ cốc, trở lại mức tiền nông nghiệp chỉ trong thời hiện đại. Điều này một phần là do sự lây lan do nhiễm trùng ở các thành phố đông đúc, nhưng phần lớn là do sự suy giảm chất lượng chế độ ăn uống đi kèm với việc trồng ngũ cốc thâm canh. Người dân ở nhiều nơi trên thế giới vẫn là những người săn bắn hái lượm cho đến gần đây; mặc dù họ biết rõ về sự tồn tại và phương pháp làm nông nghiệp, họ đã từ chối làm việc này. Nhiều lời giải thích đã được đưa ra, thường tập trung vào một yếu tố đặc biệt buộc phải áp dụng nông nghiệp, như áp lực môi trường hoặc dân số.

### Trong thế giới hiện đại
Các xã hội nông nghiệp chuyển sang xã hội công nghiệp khi chưa đến một nửa dân số tham gia trực tiếp vào sản xuất nông nghiệp. Những xã hội như vậy bắt đầu xuất hiện do cuộc Cách mạng Thương mại và Công nghiệp có thể bắt đầu từ năm 1000-1500 của các thành bang vùng Địa Trung Hải  Khi các xã hội châu Âu phát triển trong thời Trung cổ, kiến thức cổ điển đã được lấy lại từ các nguồn phân tán, và một loạt các xã hội thương mại hàng hải mới phát triển trở lại ở châu Âu. Những phát triển ban đầu tập trung ở miền Bắc nước Ý, tại các quốc gia thành phố Venice, Florence, Milan và Genève. Khoảng 1500, một vài trong số các quốc gia thành phố này có thể đáp ứng các yêu cầu của việc một nửa dân số của họ tham gia vào các hoạt động phi nông nghiệp và trở thành xã hội thương mại. Những tiểu bang này được đô thị hóa cao, nhập khẩu nhiều thực phẩm, và là trung tâm thương mại và sản xuất ở một mức độ không giống như các xã hội nông nghiệp điển hình.
Sự phát triển của xã hội công nghiệp, vẫn đang được tiến hành, là sự phát triển của công nghệ công nghiệp, ứng dụng các nguồn năng lượng cơ học cho một số vấn đề sản xuất ngày càng tăng. Đến khoảng năm 1800, dân số nông nghiệp của Anh đã giảm xuống còn khoảng 1/3 trên tổng số. Đến giữa thế kỷ 19, tất cả các quốc gia Tây Âu, cộng với Hoa Kỳ đã có hơn một nửa dân số của họ làm nghề phi nông nghiệp. Thậm chí ngày nay, cuộc cách mạng công nghiệp còn lâu mới thay thế hoàn toàn chủ nghĩa nông nghiệp bằng chủ nghĩa công nghiệp. Chỉ có một số ít người trên thế giới ngày nay sống trong các xã hội công nghiệp mặc dù hầu hết các xã hội chủ yếu là nông nghiệp đều có một ngành công nghiệp đáng kể.
Việc sử dụng nhân giống cây trồng, quản lý tốt hơn các chất dinh dưỡng của đất và kiểm soát cỏ dại được cải thiện đã làm tăng năng suất rất nhiều trên một đơn vị diện tích. Đồng thời, việc sử dụng cơ giới hóa đã làm giảm đầu vào lao động. Thế giới đang phát triển thường tạo ra sản lượng thấp hơn, có ít cơ sở khoa học, vốn và công nghệ mới nhất. Nhiều người trên thế giới tham gia vào nông nghiệp như là hoạt động kinh tế chính của họ hơn bất kỳ ai khác, nhưng nó chỉ chiếm bốn phần trăm GDP của thế giới. Sự gia tăng nhanh chóng của cơ giới hóa trong thế kỷ 20, đặc biệt là dưới hình thức máy kéo, làm giảm sự cần thiết của con người thực hiện các nhiệm vụ đòi hỏi phải gieo hạt, thu hoạch và đập lúa. Với cơ giới hóa, các nhiệm vụ này có thể được thực hiện với tốc độ và trên quy mô hầu như không thể tưởng tượng được trước đây. Những tiến bộ này đã dẫn đến sự gia tăng đáng kể năng suất của các kỹ thuật nông nghiệp cũng đã làm giảm tỷ lệ dân số ở các nước phát triển bắt buộc phải làm việc trong nông nghiệp để nuôi sống phần còn lại của dân số.

## Nhân khẩu học
Các hậu quả nhân khẩu học chính của công nghệ nông nghiệp chỉ đơn giản là sự tiếp nối của xu hướng mật độ dân số cao hơn và các khu định cư lớn hơn. Cái sau có lẽ là một hệ quả an toàn hơn của công nghệ nông nghiệp so với cái trước. Về nguyên tắc vật nuôi cạnh tranh với con người để kiếm thức ăn và trong một số môi trường, các kỹ thuật làm vườn tiên tiến có thể hỗ trợ nhiều người hơn trên mỗi km vuông so với kỹ thuật nông nghiệp.
Ngoài mật độ trung bình, công nghệ nông nghiệp cho phép đô thị hóa dân số ở mức độ lớn hơn khả năng làm vườn vì hai lý do. Đầu tiên, quy mô định cư tăng lên với công nghệ nông nghiệp vì nông dân sản xuất nhiều hơn giải phóng nhiều người hơn cho các nghề đặc sản đô thị. Thứ hai, cải thiện giao thông đường bộ và hàng hải đã giúp cung cấp cho các thành phố lớn 1.000.000 người, cộng với cư dân như Rome, Baghdad và các thành phố thủ đô của Trung Quốc. Ví dụ, Rome có thể thu hút ngũ cốc và các nguyên liệu thô khác từ Sicily, Bắc Phi, Ai Cập và Miền Nam nước Pháp để duy trì dân số lớn, thậm chí theo tiêu chuẩn hiện đại, sử dụng phương tiện giao thông hàng hải trên Địa Trung Hải. Đó là năng suất trên một đơn vị lao động và cải thiện hiệu quả vận chuyển của công nghệ nông nghiệp có tác động rộng nhất đến các đặc điểm cốt lõi của văn hóa ngoại vi của các xã hội nông nghiệp.
Dân số của các xã hội nông nghiệp cũng có lịch sử biến động đáng kể xung quanh đường xu hướng tăng chậm, do nạn đói, dịch bệnh và sự gián đoạn chính trị. Ít nhất là tại các điểm cao, mật độ dân số dường như đã vượt quá mức mà mọi người đều có thể làm việc hiệu quả ở các cấp độ công nghệ hiện tại. Suy thoái Malthusian, thiếu việc làm và giảm mức sống ở nông thôn và tầng lớp thấp hơn, xảy ra sau đó.

## Tổ chức xã hội
Các xã hội nông nghiệp đặc biệt được chú ý vì sự cực đoan của các tầng lớp xã hội và sự di chuyển xã hội cứng nhắc. Vì đất đai là nguồn của cải, nên hệ thống phân cấp xã hội phát triển dựa trên quyền sở hữu đất đai chứ không phải lao động. Hệ thống phân tầng được đặc trưng bởi ba sự tương phản trùng khớp: giai cấp thống trị so với quần chúng, dân tộc thiểu số thành thị so với đa số nông dân và thiểu số biết chữ so với đa số mù chữ. Điều này dẫn đến hai tiểu văn hóa riêng biệt; tầng lớp thành thị so với quần chúng nông dân. Hơn nữa, điều này có nghĩa là sự khác biệt về văn hóa trong các xã hội nông nghiệp lớn hơn sự khác biệt giữa chúng.
Các tầng lớp địa chủ thường kết hợp chính quyền, tôn giáo, và các tổ chức quân sự để biện minh và thực thi quyền sở hữu của họ, và hỗ trợ các mô hình phức tạp của tiêu thụ, chế độ nô lệ, chế độ nông nô, hoặc ở đợ để trừ nợ là kết cục thường thấy của những người lao động chính. Những người cai trị các xã hội nông nghiệp không quản lý đế chế của họ vì lợi ích chung hoặc nhân danh lợi ích cộng đồng, mà như một phần tài sản mà họ sở hữu và có thể làm theo ý họ. Hệ thống phân cấp xã hội, như được tìm thấy ở Ấn Độ, là điển hình hơn nhiều của các xã hội nông nghiệp, nơi các thói quen nông nghiệp suốt đời phụ thuộc vào ý thức cứng nhắc về nghĩa vụ và kỷ luật. Sự nhấn mạnh ở phương Tây hiện đại về tự do cá nhân và tự do phần lớn là một phản ứng đối với sự phân tầng dốc và cứng nhắc của các xã hội nông nghiệp.

## Năng lượng
Trong các xã hội nông nghiệp, nguồn năng lượng chính là sinh khối thực vật. Điều này có nghĩa là giống như các xã hội săn bắn hái lượm, các xã hội nông nghiệp phụ thuộc vào dòng năng lượng mặt trời tự nhiên. Do đó, các xã hội nông nghiệp được đặc trưng bởi sự phụ thuộc của họ vào các luồng năng lượng bên ngoài, mật độ năng lượng thấp và khả năng hạn chế chuyển đổi một dạng năng lượng này sang dạng năng lượng khác. Năng lượng tỏa ra từ mặt trời chủ yếu được bắt và cố định hóa học bằng quang hợp thực vật. Sau đó, nó được chuyển đổi thứ hai bởi động vật và cuối cùng, được xử lý để sử dụng cho con người. Tuy nhiên, không giống như những người săn bắn hái lượm, chiến lược cơ bản của chủ nghĩa nông nghiệp là kiểm soát những dòng chảy này. Với mục đích này, hệ thống nông nghiệp chủ yếu sử dụng sinh vật sống làm thức ăn, dụng cụ, vật liệu xây dựng. Các thiết bị cơ học sử dụng gió hoặc nước chảy cũng có thể được sử dụng để chuyển đổi dòng năng lượng tự nhiên. Lượng năng lượng mà một xã hội nông nghiệp có thể sử dụng bị hạn chế do mật độ năng lượng thấp của bức xạ mặt trời và hiệu quả công nghệ thấp.
Để tăng sản lượng, một xã hội nông nghiệp phải tăng cường độ sản xuất hoặc có thêm đất đai để mở rộng. Việc mở rộng có thể diễn ra bằng cách tuyên bố các vùng lãnh thổ bị chiếm đóng bởi các cộng đồng khác, nhưng việc mở rộng cũng có thể diễn ra bằng cách yêu cầu các hốc sinh thái mới từ các loài sinh vật khác. Tuy nhiên, các xã hội nông nghiệp vẫn bị hạn chế bởi một biên độ giảm dần của tiện ích ở chỗ những vùng đất tốt nhất để canh tác thường đã được canh tác, buộc người dân phải chuyển đến những vùng đất chưa được trồng trọt.

## Sách tham khảo
- Barth, F. 2001. Features of Person and Society under Agrarianism: Collected Essays. London: Routledge & Kegan Paul.
- Brown, D.E. 1988. Hierarchy, History, and Human Nature: The Social Origins of Historical Consciousness. Tucson: University of Arizona Press.
- Cohen, M. N. 1989. Health and the Rise of Civilization. New Haven: Yale University Press.
- Johnson, A. W. 2000. The Evolution of Human Societies: from Foraging Group to Agrarian State. Stanford: Stanford University Press.
- Langlois, S. 2001. "Traditions: Social." In Neil J. Smelser and Paul B. Baltes, Editors, International Encyclopedia of the Social & Behavioral Sciences, Pergamon, Oxford,  15829-15833.
- Lenski, Gerhard. "Agrarian Societies [Parts I & II]." In Power and Privilege: A Theory of Social Stratification, 189-296. 1966. Reprinted, Chapel Hill: University of North Carolina Press, 1984.
- Nolan, Patrick, and Gerhard Lenski. 2014. "The Agricultural Economy." In Human Societies: An Introduction to Macrosociology, 156-201. 12th ed. New York: Oxford University Press.
- Pryor, F. L. 2006. "The Adoption of Agriculture: Some Theoretical and Empirical Evidence." American Anthropologist 88:879-97.
- Renfrew, C. (ed.) 1993. The Explanation of Culture Change. Pittsburgh: University of Pittsburgh Press.
- Thompson, Paul B. 2010. The Agrarian Vision: Sustainability and Environmental Ethics. Lexington: University of Kentucky Press.